# 루나 9호
루나 9호(러시아어: Луна-9)는 소비에트 연방의 무인 우주 탐사선이다. 1966년 2월 3일, 처음으로 달에 연착륙한 우주선이다.

## 역사
1966년 소련의 루나 9호가 세계 최초로 달에 착륙했다.

## 탐색하여 얻은 것
요철이 심하고 직경 10cm에 2~3m에 이르는 돌모양의 물체들이 산재해 있는 걸 발견 그 결과 달이 '고요한 바다'가 아니라 '평원'이라는 것이 증명되었다.